# روث واتسون
روث واتسون (بالإنجليزية: Ruth Watson) هي مقدمة تلفزيونية وصحفية وكاتِبة بريطانية، ولدت في 1950 في لندن في المملكة المتحدة.